# Schulanfänger

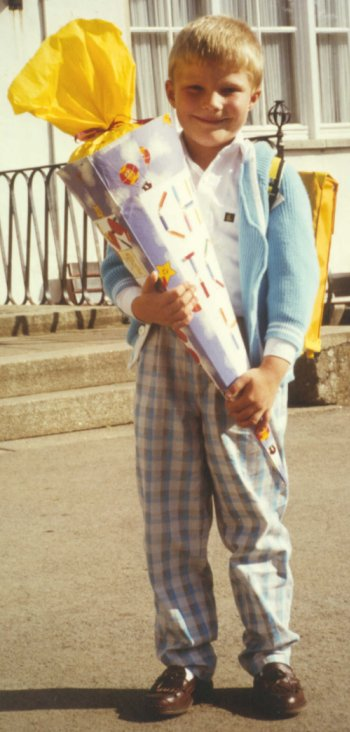
Abc-Schütze mit Schultüte

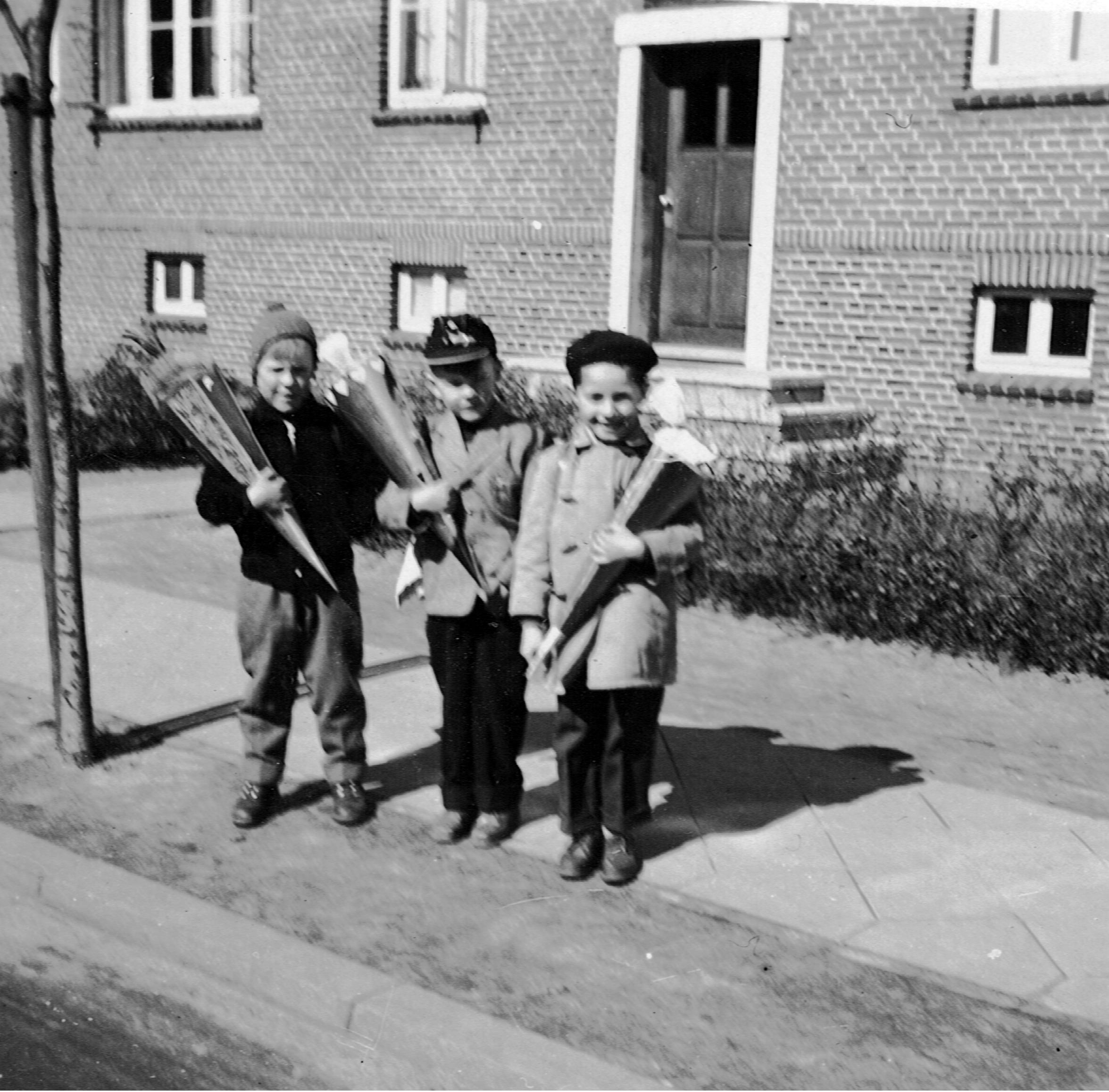
Schulanfänger (Ostern 1958)

Ein Schulanfänger ist ein Kind, das in das Regelschulsystem eingeschult wird und die erste Klasse der Grundschule besucht, üblicherweise im Alter von fünf bis sieben Jahren. Umgangssprachlich spricht man auch von Erstklässler, Erstklässer (Mittel- und Süddeutschland) bzw. Erstklassler (Südostdeutschland, Ostösterreich), Abc-Schütze oder Taferlklassler, auch Tafelklassler (Ostösterreich).

## Überblick
In Deutschland wird ein Kind im schulpflichtigen Alter in die Grundschule eingeschult. Auf Antrag der Eltern ist jedoch auch eine vorzeitige oder spätere Einschulung möglich. Die Einschulungskriterien werden von den Bildungsministerien der Bundesländer festgelegt. Sie haben daher in Deutschland keinen einheitlichen Standard.

## Andere Bezeichnungen

### i-Dötzchen, i-Männchen, Taferlklassler, Osterküken
Die Bezeichnung i-Dötzchen stammt aus dem Rheinland. Ein kleines Kind wird im ripuarischen Dialekt als Dotz oder Dötzken (Dötzchen) bezeichnet. Die Erstklässler werden i-Dötzchen genannt, da früher bei der Vermittlung der deutschen Schreibschrift in der Schule zumeist der Buchstabe „I“ als erster gelehrt wurde. Das Wort Dotz bezeichnet einen Punkt, also i-Dotz den i-Punkt.
Das i-Männchen ist die westfälische Entsprechung des Schulanfängers.
In Schleswig-Holstein wurden die Erstklässler bis zur Verlegung des Schuljahresbeginns vom 1. April auf den 1. August im Jahre 1966 als Osterküken bezeichnet.

### Abecedarier und Abc-Schütze
Die veraltete Bezeichnung Abecedarier (spätlateinisch: abecedarius beziehungsweise abecedaria) stammt ebenso wie die Bezeichnung Abc-Schütze daher, dass der Schüler nun das Abc (spätlateinisch: abecedarium) lernen wird. Der Ursprung des Wortbestandteils „Schütze“ ist unklar – etymologisch sind drei Erklärungen denkbar:
- Im Lateinischen bedeutet tiro Rekrut/Anfänger. Dieses Wort wurde fälschlicherweise mit dem lateinischen Wort „tirare“ für „schießen“ und dem französischen „tirer“ für „ziehen, den Bogen spannen, schießen“ in Verbindung gebracht, das jedoch damit nichts zu tun hat und mit dem deutschen zerren verwandt ist. Daher das Wort Schütze.
- Spottname der im Gefolge der fahrenden Schüler (Scholaren) des 14. und 15. Jahrhunderts herumwandernden Schulknaben, die von jenen auf das Betteln und Stehlen (in der Burschensprache „Schießen“, daher Schütze) ausgeschickt zu werden pflegten.[3]
- Schütze ist der unterste militärische Dienstgrad (genauer: eine hier mögliche, und oft auch für die übrigen verallgemeinernd gebrauchte Variante), der für gewöhnlich von Rekruten getragen wird. Abc-Schützen sind mithin die, die zum Lernen des Abc „rekrutiert“ worden sind.